# Scottish Fire and Rescue Service
Le Scottish Fire and Rescue Service ou SFRS (en gaélique écossais : Seirbheis Smàlaidh agus Teasairginn na h-Alba) est le service national d'incendie et de secours d'Écosse. Il a été formé le 1er avril 2013 par la fusion des huit services d'incendie régionaux préexistants. Il est ainsi devenu la plus grande brigade de pompiers du Royaume-Uni, surpassant l'effectif de la brigade des sapeurs-pompiers de Londres.

## Constitution
Après une consultation, le gouvernement écossais a confirmé le 8 septembre 2011 qu'un unique service d'incendie et de secours serait créé en Écosse pour remplacer les huit services locaux existant alors.
À la suite de nouvelles consultations sur le fonctionnement détaillé du service, le projet de loi sur la réforme écossaise de la police et des sapeurs-pompiers a été publié le 17 janvier 2012. Après examen et débat par le Parlement écossais, la législation a été approuvée le 27 juin 2012. Le projet de loi a reçu la sanction royale en tant que Police & Fire Reform (Scotland) Act 2012. Cette loi a également créé la Police Scotland à la place des huit forces de police régionales précédentes. Les fusions sont entrées en vigueur le 1er avril 2013. Huit mois après la fusion, un rapport interne a indiqué que la réorganisation n'avait pas affecté négativement la réponse opérationnelle.
Le quartier-général du service est situé à Cambuslang, dans le South Lanarkshire, dans la banlieue sud-est de Glasgow, et comprend un centre de formation national, ouvert en janvier 2013. Il existe trois autres centres de prestation de services dans l'est, l'ouest et le nord du pays.

## Structure
Le 16 août 2012, le gouvernement écossais a confirmé que le premier chef des pompiers du nouveau service serait Alasdair Hay, alors chef par intérim du service d' incendie et de secours de Tayside, à la suite d'un exercice de recrutement ouvert.
Pat Watters, ancien président de la Convention des autorités locales écossaises, a également été annoncé comme président du service pour un mandat de trois ans à partir de septembre 2012.
Les membres du conseil d'administration du SFRS nommés en octobre 2012 étaient Watters, Bob Benson, James Campbell, Kirsty Darwent, Marieke Dwarshuis, Michael Foxley, Robin Iffla, Bill McQueen, Sid Patten, Neil Pirie, Martin Togneri et Grant Thoms.

## Officiers en chef
- 2013 – 2019 : Alasdair Hay
- 2019 – : Martin Blunden

## Opérations

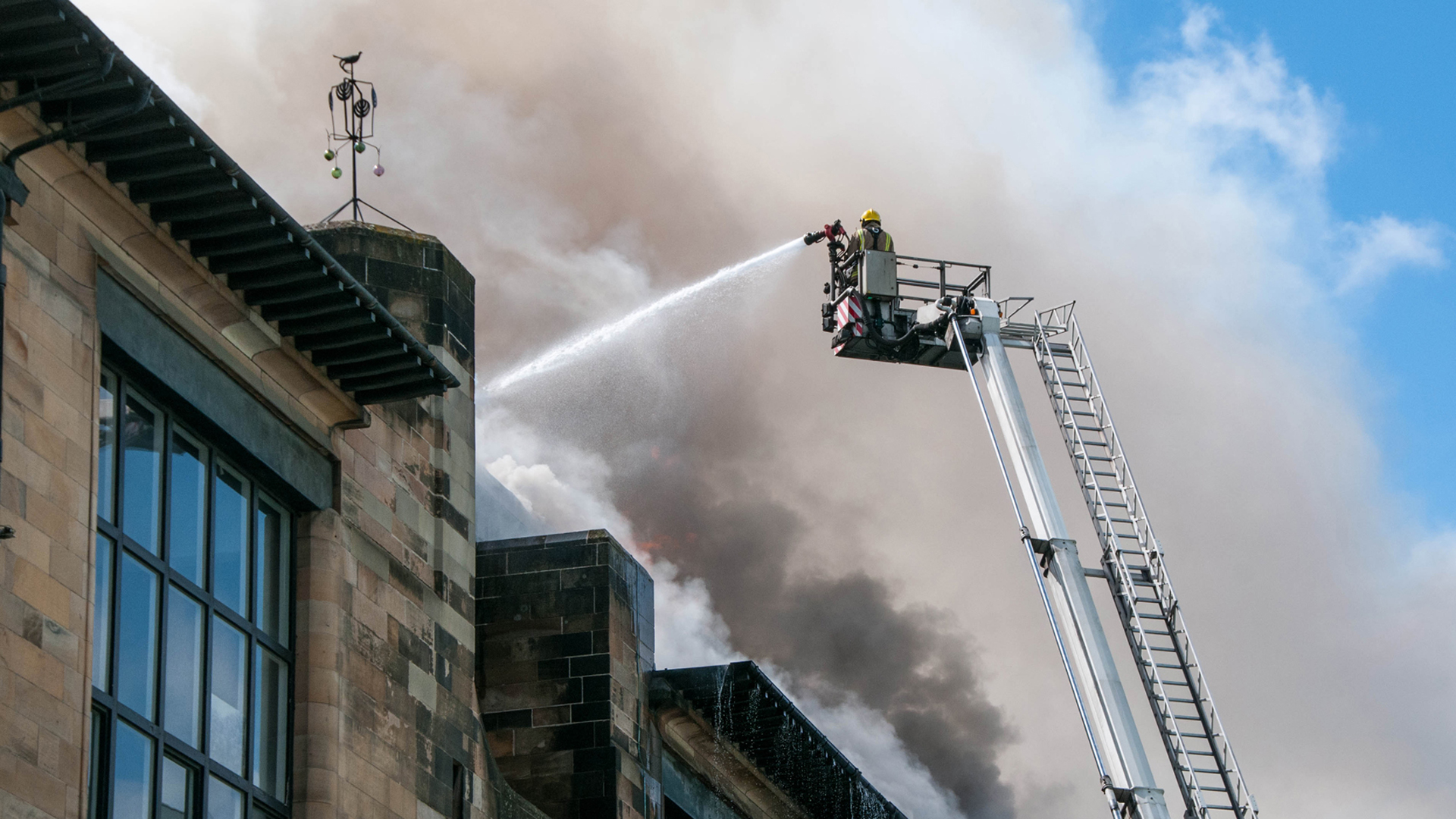
Un pompier du SFRS éteint les flammes de l'incendie de la Glasgow School of Art en mai 2014

Le SFRS est intervenue sur 25 002 incendies en 2014-2015 et réalisé, gratuitement et à titre préventif, 65 343 visites de sécurité incendie de domiciles en 2015-2016.
Outre la lutte contre les incendies, le service intervient sur des dizaines de milliers de services spécialisés tels que les collisions routières, les sauvetages nautiques et les inondations. En 2014-2015, il a porté assistance sur 10 740 incidents non liés aux incendies.

### Sauvetage aquatique

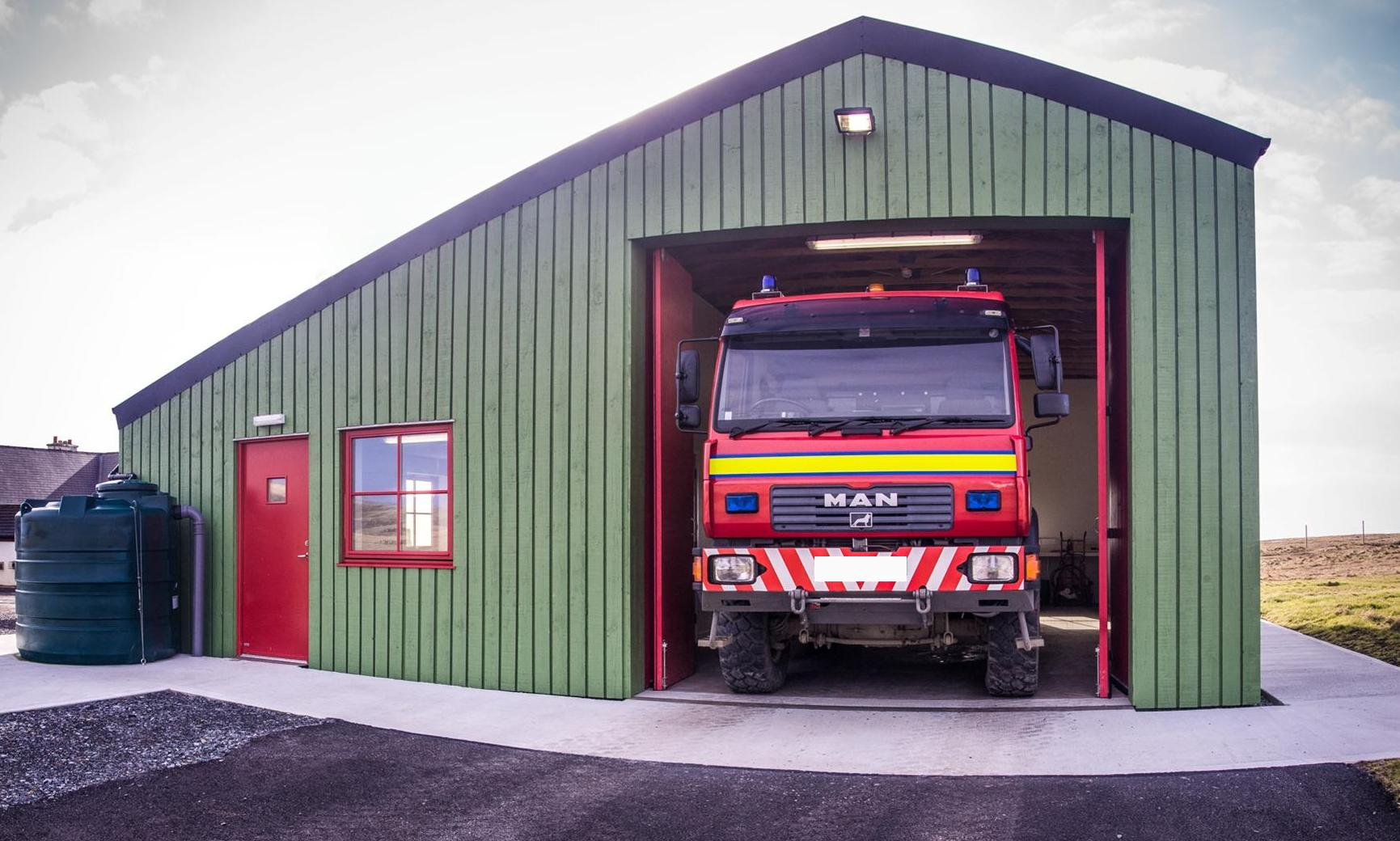
Caserne de pompiers communautaire de Fair Isle

Le SFRS est le principal service d'urgence pour le sauvetage des personnes de la rivière Clyde à Glasgow. Le service dispose d'une flotte de quatre bateaux de sauvetage stationnés à divers points en aval du déversoir de marée et travaille en étroite collaboration avec la Glasgow Humane Society et d'autres agences. Le service travaille aux côtés d'autres services d'urgence lors des inondations pour assurer la sécurité des communautés et secourir les personnes en difficulté, avec des équipes spécialisées de sauvetage en eau rapide positionnées sur les principaux cours d'eau et zones d'activités. Lors de la tempête Frank en décembre 2015, le SFRS a reçu 350 appels liés aux inondations en l'espace de six jours.

### Feux de forêt
En 2015, le SFRS a été appelé sur 78 incendies de forêt dont plus de la moitié dans le nord de l'Écosse.

### Urgences médicales
En 2015, un essai national a été lancé, en partenariat avec le Scottish Ambulance Service, qui a vu les pompiers de certaines stations recevoir une formation améliorée en réanimation cardio-respiratoire visant à augmenter les taux de survie des personnes souffrant d'arrêts cardiaques hors de l'hôpital.

## Casernes de pompiers
Actuellement, le Scottish Fire & Rescue Service gère 356 casernes de pompiers dans toute l'Écosse.

## Centre national de formation
Le centre de formation national du Scottish Fire and Rescue Service a ouvert ses portes en janvier 2013. L'installation de Cambuslang comprend une ville factice avec des autoroutes, des voies ferrées et des bâtiments réalistes, y compris un immeuble à plusieurs étages.

## Conséquences de la fusion
Les services suivants ont été fusionnés pour créer le Scottish Fire and Rescue Service :
- Service d'incendie et de secours du centre de l'Écosse ;
- Service d'incendie et de secours de Dumfries et Galloway ;
- Service d'incendie et de secours de Fife ;
- Service d'incendie et de secours de Grampian ;
- Service d'incendie et de secours des Highlands et des îles ;
- Service d'incendie et de secours de Lothian et des frontières ;
- Incendie et secours de Strathclyde ;
- Service d'incendie et de secours de Tayside.

Le nombre de salles de traitement des appels au 999 a également été réduit de huit à trois.
La fusion des centres de traitement des appels régionaux aurait entraîné un certain nombre d'erreurs de répartition. Par exemple, en décembre 2016, un équipage de Raasay a été mobilisé pour un incident sur Skye — un voyage qui aurait nécessité de prendre un ferry — malgré le fait qu'il y ait cinq casernes de pompiers sur Skye et que d'autres équipages pouvaient accéder à Skye directement via un pont routier. À une autre occasion, un équipage de Beauly a été envoyé sur un incendie à 10 miles de là, à Dingwall, car le répartiteur a prétendu ignorer que Dingwall avait sa propre caserne de pompiers.